# 余懋孳
余懋孳（1566年—1617年），字舜仲，別號瑶圃，直隸徽州府婺源縣人，明朝政治人物。

## 生平
嘉靖四十五年丙寅生，援例入南京国子监，年三十八，中萬曆三十一年（1603年）癸卯科应天乡试举人第四十五名，萬曆三十二年（1604年）聯捷会试二百三十名，殿试三甲一百一名进士，观政都察院，三十三年乙巳授浙江山阴县知县，三十七年己酉为浙江乡试同考官，三十八年庚戌行取授北京礼科给事中，四十二年甲寅奉勅颁诏闽浙，四十四年丙辰为会试同考官，四十五年丁巳奉使册封德藩宁阳郡王，便道假归，卒浙江秀水舟次，年五十二。著有《荑言》六卷。

## 家族
曾祖余罃，廣昌知縣；祖父余壘；父余世儒（？-1579年），字汝为，號念山，嘉靖甲午舉人，官瑞安知縣、南康府通判、合州知州。前母孫氏；母胡氏。具庆下。異母兄余懋学，隆庆二年进士，官南京户部侍郎。弟余懋游、余懋厚。娶胡氏，子昌祜。

## 引用
1. ↑  《万历三十二年甲辰科进士履历便览》：余懋孽，瑶圃，書四，丙子三月二十四日生，婺源县人，癸卯四十五，会二百三十六，三甲一百一，都察院政，本年授山阴知县，己酉本省同考，庚戌考選，壬子授礼科给事中，丙辰同考，丁巳卒。
2. ↑  喻均《奉直大夫四川合州知州念山先生余公墓碣》
3. ↑  龚延明主编. . 宁波: 宁波出版社. 2016. ISBN 978-7-5526-2320-8. 《天一閣藏明代科舉錄選刊.登科錄》之《隆慶二年戊辰科登科錄》